# 维尔河畔孔代
维尔河畔孔代（法語：Condé-sur-Vire，法語發音：[kɔ̃de syʁ viʁ]），简称孔代，是法国芒什省的一个市镇，属于圣洛区。

## 历史
2016年，市镇勒梅尼勒拉乌勒并入维尔河畔孔代。2017年，市镇特鲁瓦戈并入维尔河畔孔代。

## 地理
维尔河畔孔代（49°3'8"N, 1°2'14"W）面积36.36 平方千米，位于法国诺曼底大区芒什省，该省份为法国西北部沿海省份，西、北、东北三面环大西洋，东起顺时针与卡爾瓦多斯省、奧恩省、马耶讷省和伊勒-维莱讷省接壤。
与维尔河畔孔代接壤的市镇（或旧市镇、城区）包括：博德尔、圣洛、拉巴尔德瑟米伊、圣让代勒、圣阿芒维拉日、托里尼莱维尔、栋让、泰西博卡日、穆瓦永维拉日、布尔瓦莱、维尔河畔圣苏珊。
维尔河畔孔代的时区为UTC+01:00、UTC+02:00（夏令时）。

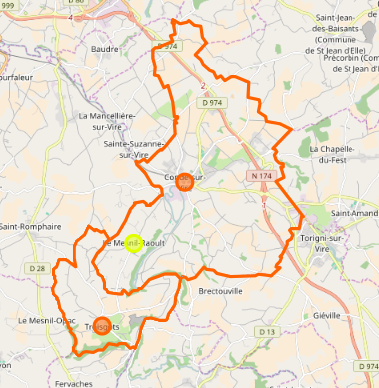
维尔河畔孔代的OSM定位图

## 行政
维尔河畔孔代的邮政编码为50890、50420，INSEE市镇编码为50139。

## 政治
维尔河畔孔代所属的省级选区为维尔河畔孔代县。

## 文化

### 饮食
维尔河畔孔代因盛产奶酪而闻名。

## 人口

1962-2008年间维尔河畔孔代人口变化图示

维尔河畔孔代于2022年1月1日时的人口数量为4136人。